# بنك هايتي المركزي
بنك جمهورية هايتي هو البنك المركزي لدولة هايتي.
ينشط البنك في الترويج لسياسة الإدماج المالي وهو مؤسسة عضو في التحالف من أجل التضمين المالي . أعلنت مؤخرًا التزامًا بإعلان المايا لمواصلة تحديث نظام الدفع ، وتقديم تشريع لتنظيم مؤسسات التمويل الصغير والإشراف عليها إلى السلطات المختصة في عام 2013.

## روابط خارجية
- الموقع الرسمي لبنك جمهورية هايتي نسخة محفوظة 13 يناير 2019 على موقع واي باك مشين. (بالفرنسية)